# 青年トルコ人

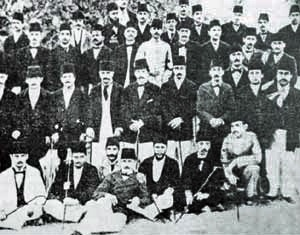
パリで開催された第一回青年トルコ人会議での集合写真(1902年)

青年トルコ人（せいねんトルコじん）とは、19世紀末から20世紀初頭のオスマン帝国において、アブデュルハミト2世の専制政治を打倒し、オスマン帝国憲法（ミドハト憲法）に基づく憲政の復活を目指して運動した活動家たちのことをいう総称である。
彼らの多くはオスマン帝国の近代化改革によって誕生し、アブデュルハミト2世期の国策によって拡充されていた西洋式の近代学校で学んだり、官僚、将校、医師など近代化によって誕生した新しい階層に属した青年たちであった。
1908年の青年トルコ人革命によってアブデュルハミト2世の専制政治が打倒されてから後には、かつての青年トルコ人の活動家たちがオスマン帝国の政治活動の表舞台で活躍した。1908年に始まるオスマン帝国史のこの時期のことを青年トルコ時代と呼ぶ。
また、1923年にトルコ共和国が成立した後も、初代大統領ケマル・アタテュルクを初めとしてトルコの政治を主導したエリートの多くはかつての青年トルコ人活動家であった。近年のトルコ近代史研究では、政治史の分野からトルコ革命を挟む帝国末期、共和国初期を一括して「青年トルコ時代」ととらえる見方が提出され、一定の支持を受けている。

## 名称と範囲
「青年トルコ人」という呼称は、この運動の活動家たちが英語で Young Turks、フランス語で Jeunes Turcs と呼ばれたことに由来している。トルコ語では Genç Türkler あるいは Jöntürkler といい、いずれも同様の意味である。
もともと「青年トルコ人」というのは他称で、彼らの多くが亡命していたフランスで、マッツィーニの青年イタリアなどになぞらえて呼ばれるようになった。
「青年トルコ人」という場合の「トルコ人」は現在の西アジア・ヨーロッパに分布する民族の「トルコ人」とは違い、その中にはアルバニア人やクルド人、アラブ人などの非「トルコ人」も数多く参加していた。当時のオスマン帝国はヨーロッパではトルコ帝国と呼ばれており、その支配層であるエリートたちは出身のエスニシティにかかわらずトルコ人と漠然と呼称されていたためであるが、こうした事実はオスマン帝国の持つ多民族性の反映でもある。
「青年トルコ人」、あるいは「青年トルコ党」という言葉は、しばしば青年トルコ人革命の主体となった「統一と進歩委員会」を指す言葉として使われるが、厳密には誤りである。「青年トルコ人」と呼ばれる人々の中にはいくつもの政治的なグループがあり、「青年トルコ人」という名称の組織があったわけではなく、また「青年トルコ人」の中の「統一と進歩委員会」が「青年トルコ人」を組織名として称したこともない。

## 歴史
1878年2月13日、アブデュルハミト2世はオスマン帝国憲法を停止し、下院を閉鎖した。このような皇帝による専制の復活に対し、憲政を復活させようという動きそのものは憲法の停止直後から存在しており、タンズィマート期に西洋式の教育を受け、かつて立憲制の樹立に奔走した「新オスマン人」と呼ばれた人たちが憲政復活の運動を担っていた。しかし、アブデュルハミト2世によるスパイ網を用いた厳しい取り締まりもあってその動きは低調であり、また国内での活動が難しい以上、パリなどに逃れた亡命者による国外での活動が主とならざるを得ない状況であった。
「青年トルコ人」と呼ばれる新しい世代による憲政復活の運動は、1889年にイスタンブールにおいて軍医学校の学生ら4人によって秘密結社「オスマンの統一」が組織されたことに始まる。「オスマンの統一」の創設者であるイブラヒム・テモはアルバニア人で、他の3人もクルド人やチェルケス人といった非トルコ系の人々であった。
「オスマンの統一」には政府の官僚や軍の将校らも参加するようになっていたが、彼らの運動は結成当初からたびたびスパイ網にかかり、抑圧された。国外に逃亡した活動家の一部は、1894年にパリでアフメト・ルザを中心に糾合して「統一と進歩委員会」を名乗り、イスタンブールのグループとは別に海外活動を行うようになった。この他にも、活動家のイスタンブールから地方への追放や逃亡などを契機に、帝国内外の各地に組織が設けられ、運動は拡張を続けていく。しかし、1896年にイスタンブール支部によるクーデター計画の失敗で多数の逮捕者を出し、国内の組織はほとんど壊滅、このため、その後しばらくの間は再び国外の亡命者による運動が主体となっていった。
1902年、アブデュルハミト2世と対立して国外に逃れていた皇族プレンス・サバハッティンは各地の組織が分裂して活動していた青年トルコ人運動の再統一を提唱し、パリで第一回青年トルコ人会議を開催した。この会議は青年トルコ人の間の様々な意見を集約し、運動の統一を図ることを目指したが、専制打倒後の体制を巡って、オスマン帝国を緩やかな連邦的な政体へ変革することを目指すプレンス・サバハッティンらの分権派と、強力な中央政府によって国家を統一することを目指すアフメト・ルザらの集権派の意見が最後まで一致せずに終わった。
日露戦争での日本の勝利は、単にロシアを打倒したということだけでなく、西洋の価値観に対する勝利として、青年トルコ人の改革活動家たちを歓喜させ、日本が西洋の兵器と技術を熱心に採用しながらも東洋の文化や精神的本質を失わずにいることを称賛した。日露戦争時に日本陸軍の駐在武官だったオスマン帝国軍大佐で青年トルコ人のペルテフ・ベイ（Pertev Bey）は、のちに「日本が成し遂げたと同様に我々もすぐに立ち上がろう。国というものは自身の強さで立ち上がれることを忘れてはならない」と自著に記している。
1905年頃から、青年トルコ人運動は元「統一と進歩委員会」参加者の郵便局員タラートがサロニカで結成した「オスマン自由委員会」を中心にオスマン帝国領内のバルカンで再び活性化した。1907年にはオスマン自由委員会はパリのアフメト・ルザのグループと接触して合同し、「統一と進歩委員会」のサロニカ本部となった。
サロニカの組織には、マケドニアに駐留するオスマン帝国陸軍第三軍の青年将校も数多く参加していた。国内外の「統一と進歩委員会」の組織力を背景とした彼らは、翌1908年に武装蜂起を起こし、青年トルコ人革命を成功させた。